# Buellia megaspora
Buellia megaspora är en lavart som först beskrevs av S. R. Singh & D. D. Awasthi, och fick sitt nu gällande namn av A. Nordin. Buellia megaspora ingår i släktet Buellia och familjen Physciaceae.   Inga underarter finns listade i Catalogue of Life.